# Christoffer Westerlund
Christoffer Westerlund, född 27 januari 1978 i Karis, Finland, är en finländsk skådespelare.

## Biografi
Westerlund blev kandidat i teaterkonst vid Teaterhögskolan i Helsingfors 2003.
Han spelade maskinpistolskytten Allan Finholm i Framom främsta linjen

## Filmografi (urval)
- 2001 - Drakarna över Helsingfors
- 2004 - Framom Främsta Linjen